# امپارانیراپل
امپارانیراپل (به انگلیسی: Amparanirappel) یک منطقهٔ مسکونی در هند است که در کرالا واقع شده‌است.